# Abessijn (paard)
De abessijn is een paardenras dat van oorsprong uit Ethiopië komt. Dit ras staat bekend om zijn kracht. Abessijnen worden, ondanks hun kleine gestalte, vaak gebruikt als trek- en lastpaarden in de bergen.
De Abessijnen zouden in Ethiopië zijn aangekomen door over de Rode Zee vervoerd te worden. Ze werden in de jaren 1860 naar Engeland geëxporteerd. Het ras heeft geen stamboek.